# Victor Bryan Acers
Victor Bryan Acers (* 1. April 1897 in Victor, Colorado, Vereinigte Staaten; † 11. September 1980 in Fort Worth, Texas, Vereinigte Staaten) war ein US-amerikanischer Sänger im Stimmfach Bassbariton, Kirchenmusiker und Musikpädagoge.

## Leben

### Frühe Karriere und Ausbildung
Victor Bryan Acers absolvierte seine musikalische Ausbildung 1924 am New England Conservatory of Music in Boston.

### Musikalische Laufbahn in Fort Worth
Nach Abschluss seines Studiums ließ sich Acers in Fort Worth, Texas, nieder. Dort verbrachte er 56 Jahre seines Lebens und etablierte sich als Gesangspädagoge und Kirchenmusiker. In Fort Worth übernahm Acers mehrere musikalische Positionen. Er war für elf Jahre Chorleiter an der Riverside United Methodist Church und leitete auch den Chor der Boulevard Christian Church. Zusätzlich wirkte er mehr als 25 Jahre als Solist in der First United Methodist Church. In den frühen 1940er Jahren gründete und leitete Acers einen Knabenchor in Fort Worth. 

### Rundfunk, ehrenamtliches Engagement und musikalisches Erbe
Acers erweiterte seine Tätigkeiten auf den Rundfunkbereich, wo er in verschiedenen Sendungen in Städten wie Fort Worth, New York und Washington, D.C. auftrat. Er war Mitglied der Fort Worth Music Teachers Association und der National Teachers Music Association. Darüber hinaus nahm er Führungsrollen bei Composers, Authors and Artists Inc. sowohl auf regionaler als auch auf nationaler Ebene wahr. Er war Mitglied im Voice Forum und im Lions Club Fort Worth. Zudem war er Teil des Gesangsensembles Rosebud Quartet.Victor Bryan Acers verstarb nach einem langen und produktiven musikalischen Leben. Sein Erbe und Beitrag zur Musikwelt wird auf dem Mount Olivet Cemetery in Fort Worth geehrt, wo er beigesetzt wurde.

## Werke (Auswahl)
- Jesus is mine für gemischte Stimmen,  Text: Burns Alford, 6. Januar 1927[3]
- As I gaze on thy beauty, Es-Dur Text: Burns Alford, 20. Januar 1927[4]
- What would you do,  Es-Dur Text: Naomi Sell Talley, 3. Juli 1931[5]
- When you wake, Es-Dur Text: Naomi Sell Talley, 3. Juli 1931[5]
- Winter came, Es-Dur Text: Naomi Sell Talley, 3. Juli 1931[5]
- Why not glorify the old gospel hymn, 4. April 1938[6]
- Prayer exalted, 11. März 1944[7]